# Morkhoven
Morkhoven is een dorp in de Belgische provincie Antwerpen en een deelgemeente van de stad Herentals. Morkhoven was een zelfstandige gemeente tot aan de gemeentelijke herindeling van 1977. 
De kern van Morkhoven is vergroeid met het gehucht Zandkapel. De kern ligt tevens op grondgebied van Noorderwijk, een andere deelgemeente van Herentals.

## Geschiedenis
Morkhoven was een zelfstandige gemeente tot einde 1976. Op dat moment had Morkhoven een oppervlakte van 5,16 km² en telde 1405 inwoners. Alhoewel de bewoners de voorkeur gaven te willen fuseren met Herenthout werd Morkhoven toch een deelgemeente van Herentals.

## Bezienswaardigheden

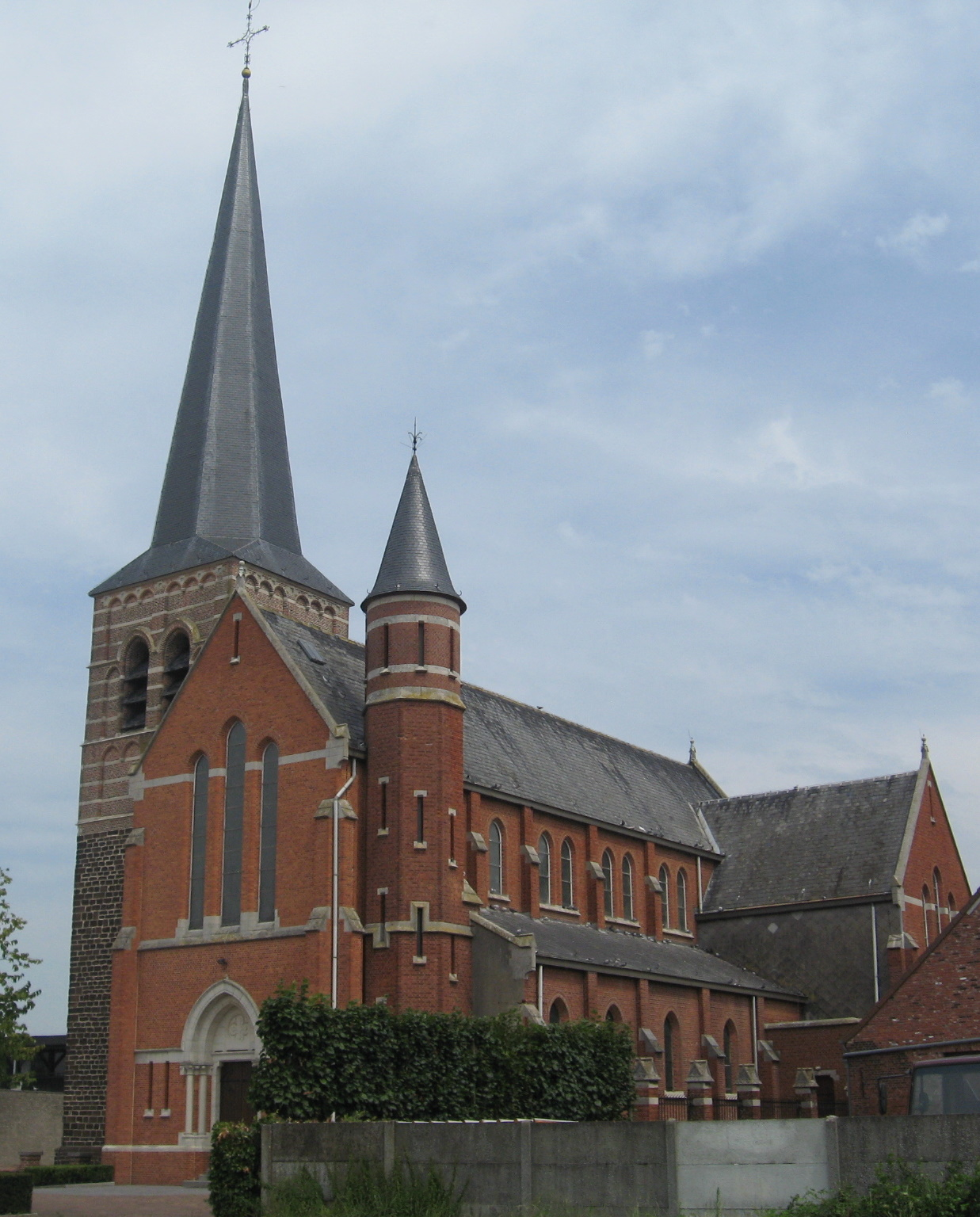
Morkhoven - Sint-Niklaaskerk

- De neogotische Sint-Niklaaskerk dateert van 1909 en is een ontwerp van architecten Jules Bilmeyer en Van Riel. De toren dateert uit de 13de eeuw en is gebouwd in vroeggotiek.

## Demografische ontwikkeling
- Bronnen:NIS, Opm:1806 tot en met 1970=volkstellingen; 1976 = inwoneraantal op 31 december

## Politiek

### Geschiedenis

#### Lijst van burgemeesters
| Tijdspanne | Tijdspanne  | Burgemeester                                    |
| ---------- | ----------- | ----------------------------------------------- |
|            | 1800 - 1808 | Henricus Heylen                                 |
|            | 1808 - 1818 | Franciscus Dens                                 |
|            | 1818 - 1830 | Petrus Josephus Peeters                         |
|            | 1830 - 1846 | Franciscus Gepts                                |
|            | 1847 - 1871 | Dominicus Bouwen                                |
|            | 1871 - 1889 | Joannes Baptista Heylen                         |
|            | 1889 - 1900 | Frans Van Rompaey                               |
|            | 1900 - 1907 | Jozef Deckers                                   |
|            | 1907 - 1919 | Karel Melis                                     |
|            | 1920 - 1938 | Martinus Aloïs Leirs                            |
|            | 1939 - 1941 | Alfons Luyten                                   |
|            | 1941 - 1944 | Emiel Edward Willems (oorlogsburgemeester, VNV) |
|            | 1944 - 1946 | Alfons Luyten                                   |
|            | 1946 - 1950 | Jan Aloïs Heylen                                |
|            | 1950 - ?    | Karel Jozef Verswijvel                          |
|            | ...         |                                                 |
|            | 1971 - 1976 | Judocus Heylen (CVP)                            |

## Geboren
- Airis (1995), zangeres (vertegenwoordigde België op het Eurovisiesongfestival 2012)
- Femke Verschueren (2000), zangeres (vertegenwoordigde België op het Junior Eurovisiesongfestival 2011)
- Frans Schellens (1936-2025), voetballer, (Berchem Sport)
- Nick Kraft (Ronny Retro) (1990), muziekartiest en tweede finalist Big Brother 2021

## Nabijgelegen kernen
Wiekevorst, Voortkapel, Oosterwijk, Noorderwijk, Herenthout